# Moodle
Moodle (Modular Object-Oriented Dynamic Learning Environment) är en lärplattform för till exempel distansutbildning eller flexibelt lärande. Den har öppen källkod, det innebär att vem som helst kan använda den och vidareutveckla den utan licenskostnad. Plattformen har en stor användarbas med ca. 174 000 registrerade installationer med 252 miljoner användare.

## Användning i Sverige
I Sverige används Moodle av flera universitet och högskolor, till exempel:  
- Lunds universitet ( Medicinska fakulteten, LTH, Matematiska institutionen)
- Linnéuniversitetet
- Mittuniversitetet
- Umeå universitet

Den förekommer även i annan vuxenutbildning, folkbildning, på gymnasieskolor och företagsutbildningar, exempelvis:
- Folkuniversitetet
- Hulebäcksgymnasiet i Mölnlycke använder den som plattform sedan 2006
- Markstridsskolan
- Mölk Utbildning, Yrkeshögskola i Linköping
- Nackademin Yrkeshögskola
- Naprapathögskolan
- Tannbergsskolan, Gymnasieskola i Lycksele
- Kommunala gymnasieskolorna och VUX i Skellefteå

## Användning i Finland
- Åbo Akademi
- Hanken Svenska handelshögskolan
- Helsingfors universitet
- Tammerfors universitet